# Maison Brossard-Gauvin
 (novembre 2023).
Si vous disposez d'ouvrages ou d'articles de référence ou si vous connaissez des sites web de qualité traitant du thème abordé ici, merci de compléter l'article en donnant les références utiles à sa vérifiabilité et en les liant à la section « Notes et références ».
La maison Brossard-Gauvin située au 433-435 rue Saint-Louis, dans le Vieux-Montréal, fut construite vers 1735 et a connu des modifications majeures en 1810, 1875 et 1986. La Maison Brossard-Gauvin est classée monument historique reconnu en 1983.

## Histoire
Après plusieurs incendies à l'intérieur des murs des fortifications de Montréal, celle-ci vote une loi : obligation de construire en pierre avec toit de tôle à l'intérieur des murs.
Donc, seuls les riches marchands ou des gens à haut statut peuvent s'installer à Montréal. Les ouvriers, artisans et les cultivateurs doivent construire dans les faubourgs environnants. Le plus immédiat, le faubourg Saint-Louis.
La maison fut construite par Joseph Brossard vers 1735 pour la partie est, et par Gauvin en 1750 pour la partie ouest dans le faubourg Saint-Louis.
Elle fut construite en haut d'une pente qui était limitée par la rivière Saint-Martin, cette rivière descendait d'est en ouest jusqu'à la rivière Saint-Pierre qui elle-même se déversait dans le fleuve Saint-Laurent.
Maison construite en pièce sur pièce à queue d'aronde sur une fondation de pierres des champs avec cheminée de cuisine et un four à pain du côté est, dont l'on voit encore aujourd'hui la trace. 
Agrandie en 1750 vers l'ouest, elle est aussi construite en pièce sur pièce, accolée sur la première, avec aussi une cheminée de pierre. 
Maison de bois, elle doit donc être construite à l'extérieur des murs.
La maison fut construite parallèle au rang qui suivait, en haut de la côte, le sens de la rivière. C'est pour cette raison, qu'aujourd'hui elle semble être en diagonale de la rue. On dit que le terrain allait jusqu'à la rivière Saint-Martin qui débordait au printemps sur les terrains longeant la dite rivière (rue Saint-Antoine et rue Viger). Il faut dire que ces terrains seraient dits « zone inondable » ou « zone humide » aujourd'hui.
En 1875, la maison subit des travaux majeurs. On coupe les chevrons du toit et on en fait un toit plat avec le devant mansardé, ce qui donne un second étage plus habitable.
On recouvre aussi la façade de brique, le tout pour se mettre à la mode du temps.
En 1985, la maison fut entièrement restaurée grâce à deux amoureux de vieilles maisons. MM Ronald Dravigné et Gaëtan Trottier refont le toit avec une grosse charpente de toit comme à l'ancienne, ce qui redonne à la maison son toit à deux versants avec tôle pincée. Ainsi, l'étage supérieur redevient un étage de comble avec un toit à deux versants et la recouvre de planches debout.